# Lukáš Krpálek
Lukáš Krpálek (Jihlava, 15 de noviembre de 1990) es un deportista checo que compite en judo; bicampeón olímpico, bicampeón mundial y tricampeón europeo.

## Trayectoria
Participó en cuatro Juegos Olímpicos de Verano, entre los años 2012 y 2024, obteniendo dos medallas de oro, en Río de Janeiro 2016 (categoría de –100 kg) y en Tokio 2020 (categoría de +100 kg). En los Juegos Europeos de Bakú 2015 consiguió una medalla de plata en la categoría de –100 kg.
Ganó cinco medallas en el Campeonato Mundial de Judo entre los años 2011 y 2023, y siete medallas en el Campeonato Europeo de Judo entre los años 2013 y 2025.
Fue el abanderado de la República Checa en las ceremonias de apertura de los Juegos Olímpicos de Río de Janeiro 2016 y París 2024 (con la arquera Marie Horáčková).

## Palmarés internacional
| Juegos Olímpicos   | Juegos Olímpicos        | Juegos Olímpicos  | Juegos Olímpicos |
| Año                | Lugar                   | Medalla           | Categoría        |
| ------------------ | ----------------------- | ----------------- | ---------------- |
| 2016               | Río de Janeiro (Brasil) | Medalla de oro    | –100 kg          |
| 2020               | Tokio (Japón)           | Medalla de oro    | +100 kg          |
| Campeonato Mundial |                         |                   |                  |
| Año                | Lugar                   | Medalla           | Categoría        |
| 2011               | París (Francia)         | Medalla de bronce | –100 kg          |
| 2013               | Río de Janeiro (Brasil) | Medalla de bronce | –100 kg          |
| 2014               | Cheliábinsk (Rusia)     | Medalla de oro    | –100 kg          |
| 2019               | Tokio (Japón)           | Medalla de oro    | +100 kg          |
| 2023               | Doha (Catar)            | Medalla de plata  | –100 kg          |
| Juegos Europeos    |                         |                   |                  |
| Año                | Lugar                   | Medalla           | Categoría        |
| 2015               | Bakú (Azerbaiyán)       | Medalla de plata  | –100 kg          |
| Campeonato Europeo |                         |                   |                  |
| Año                | Lugar                   | Medalla           | Categoría        |
| 2013               | Budapest (Hungría)      | Medalla de oro    | –100 kg          |
| 2014               | Montpellier (Francia)   | Medalla de oro    | –100 kg          |
| 2015               | Bakú (Azerbaiyán)       | Medalla de plata  | –100 kg          |
| 2017               | Varsovia (Polonia)      | Medalla de bronce | +100 kg          |
| 2018               | Tel Aviv (Israel)       | Medalla de oro    | +100 kg          |
| 2021               | Lisboa (Portugal)       | Medalla de bronce | +100 kg          |
| 2025               | Podgorica (Montenegro)  | Medalla de bronce | +100 kg          |